# Cryptacanthodes aleutensis
Cryptacanthodes aleutensis is een straalvinnige vissensoort uit de familie van wrymouten (Cryptacanthodidae). De wetenschappelijke naam van de soort is voor het eerst geldig gepubliceerd in 1896 door Gilbert.